# Йоанис Демердзис
Йоанис Демердзис (на гръцки: Ιωάννης Δεμερτζής) е гръцки андартски капитан на Гръцката въоръжена пропаганда в Сярско и Валовищко.

## Биография
Роден е в македонския град Сяр, тогава в Османската империя, днес в Гърция. Присъединява се към Гръцката въоръжена пропаганда в Македония в началото на XX век и оглавява чета действаща в района на Сяр и Долна Джумая. Сътрудничи си с капитанката София Хаджипантазиева.